# 12511 Patil
12511 Patil eller 1998 FQ121 är en asteroid i huvudbältet som upptäcktes den 20 mars 1998 av LINEAR i Socorro County, New Mexico. Den är uppkallad efter Reshma Shivaputrappa Patil.
Asteroiden har en diameter på ungefär 6 kilometer.